# Grand Prix Německa 1982
Grand Prix Německa 1982 (oficiálně XLIV Großer Preis von Deutschland) se jela na okruhu Hockenheimring v Hockenheimu v Německu dne 8. srpna 1982. Závod byl dvanáctým v pořadí v sezóně 1982 šampionátu Formule 1.

## Kvalifikace
| Poř. | No. | Jezdec             | Konstruktér     | Čas      | Ztráta  |
| ---- | --- | ------------------ | --------------- | -------- | ------- |
| 1    | 28  | Didier Pironi      | Ferrari         | 1:47.947 | —       |
| 2    | 15  | Alain Prost        | Renault         | 1:48.890 | +0.943  |
| 3    | 16  | René Arnoux        | Renault         | 1:49.256 | +1.309  |
| 4    | 1   | Nelson Piquet      | Brabham-BMW     | 1:49.415 | +1.468  |
| 5    | 27  | Patrick Tambay     | Ferrari         | 1:49.570 | +1.623  |
| 6    | 2   | Riccardo Patrese   | Brabham-BMW     | 1:49.760 | +1.813  |
| 7    | 3   | Michele Alboreto   | Tyrrell-Ford    | 1:52.625 | +4.678  |
| 8    | 22  | Andrea de Cesaris  | Alfa Romeo      | 1:52.786 | +4.839  |
| 9    | 6   | Keke Rosberg       | Williams-Ford   | 1:52.892 | +4.945  |
| 10   | 7   | John Watson        | McLaren-Ford    | 1:53.073 | +5.126  |
| 11   | 23  | Bruno Giacomelli   | Alfa Romeo      | 1:53.887 | +5.940  |
| 12   | 25  | Eddie Cheever      | Ligier-Matra    | 1:54.211 | +6.264  |
| 13   | 11  | Elio de Angelis    | Lotus-Ford      | 1:54.476 | +6.529  |
| 14   | 35  | Derek Warwick      | Toleman-Hart    | 1:54.594 | +6.647  |
| 15   | 26  | Jacques Laffite    | Ligier-Matra    | 1:54.982 | +7.035  |
| 16   | 9   | Manfred Winkelhock | ATS-Ford        | 1:55.223 | +7.276  |
| 17   | 4   | Brian Henton       | Tyrrell-Ford    | 1:55.474 | +7.527  |
| 18   | 12  | Nigel Mansell      | Lotus-Ford      | 1:55.866 | +7.919  |
| 19   | 5   | Derek Daly         | Williams-Ford   | 1:55.876 | +7.929  |
| 20   | 31  | Jean-Pierre Jarier | Osella-Ford     | 1:56.250 | +8.303  |
| 21   | 14  | Roberto Guerrero   | Ensign-Ford     | 1:56.489 | +8.542  |
| 22   | 10  | Eliseo Salazar     | ATS-Ford        | 1:56.537 | +8.590  |
| 23   | 30  | Mauro Baldi        | Arrows-Ford     | 1:56.680 | +8.733  |
| 24   | 18  | Raul Boesel        | March-Ford      | 1:57.245 | +9.298  |
| 25   | 20  | Chico Serra        | Fittipaldi-Ford | 1:57.337 | +9.390  |
| 26   | 29  | Marc Surer         | Arrows-Ford     | 1:57.402 | +9.455  |
| 27   | 33  | Tommy Byrne        | Theodore-Ford   | 1:59.007 | +11.060 |
| 28   | 17  | Rupert Keegan      | March-Ford      | 1:59.951 | +12.004 |
| 29   | 36  | Teo Fabi           | Toleman-Hart    | Bez času | –       |
| WD   | 8   | Niki Lauda         | McLaren-Ford    | 1:52.683 | +4.736  |

## Závod
| Poř.   | No. | Jezdec             | Konstruktér     | Počet kol | Čas/Odstoupení    | Pořadí na startu | Body |
| ------ | --- | ------------------ | --------------- | --------- | ----------------- | ---------------- | ---- |
| 1      | 27  | Patrick Tambay     | Ferrari         | 45        | 1:27:25.178       | 5                | 9    |
| 2      | 16  | René Arnoux        | Renault         | 45        | + 16.379          | 3                | 6    |
| 3      | 6   | Keke Rosberg       | Williams-Ford   | 44        | + 1 kolo          | 9                | 4    |
| 4      | 3   | Michele Alboreto   | Tyrrell-Ford    | 44        | + 1 kolo          | 7                | 3    |
| 5      | 23  | Bruno Giacomelli   | Alfa Romeo      | 44        | + 1 kolo          | 11               | 2    |
| 6      | 29  | Marc Surer         | Arrows-Ford     | 44        | + 1 kolo          | 26               | 1    |
| 7      | 4   | Brian Henton       | Tyrrell-Ford    | 44        | + 1 kolo          | 17               |      |
| 8      | 14  | Roberto Guerrero   | Ensign-Ford     | 44        | + 1 kolo          | 21               |      |
| 9      | 12  | Nigel Mansell      | Lotus-Ford      | 43        | + 2 kola          | 18               |      |
| 10     | 35  | Derek Warwick      | Toleman-Hart    | 43        | + 2 kola          | 14               |      |
| 11     | 20  | Chico Serra        | Fittipaldi-Ford | 43        | + 2 kola          | 25               |      |
| Ret    | 7   | John Watson        | McLaren-Ford    | 36        | Smyk              | 10               |      |
| Ret    | 26  | Jacques Laffite    | Ligier-Matra    | 36        | Zacházení         | 15               |      |
| Ret    | 5   | Derek Daly         | Williams-Ford   | 25        | Motor             | 19               |      |
| Ret    | 18  | Raul Boesel        | March-Ford      | 22        | Pneumatika        | 24               |      |
| Ret    | 11  | Elio de Angelis    | Lotus-Ford      | 21        | Zacházení         | 13               |      |
| Ret    | 1   | Nelson Piquet      | Brabham-BMW     | 18        | Kolize            | 4                |      |
| Ret    | 10  | Eliseo Salazar     | ATS-Ford        | 17        | Kolize            | 22               |      |
| Ret    | 15  | Alain Prost        | Renault         | 14        | Vstřikování       | 2                |      |
| Ret    | 2   | Riccardo Patrese   | Brabham-BMW     | 13        | Motor             | 6                |      |
| Ret    | 22  | Andrea de Cesaris  | Alfa Romeo      | 9         | Převodovka        | 8                |      |
| Ret    | 25  | Eddie Cheever      | Ligier-Matra    | 8         | Palivový systém   | 12               |      |
| Ret    | 30  | Mauro Baldi        | Arrows-Ford     | 6         | Palivový systém   | 23               |      |
| Ret    | 31  | Jean-Pierre Jarier | Osella-Ford     | 3         | Řízení            | 20               |      |
| Ret    | 9   | Manfred Winkelhock | ATS-Ford        | 3         | Spojka            | 16               |      |
| DNS    | 28  | Didier Pironi      | Ferrari         | 0         | Nehoda v tréninku | 1                |      |
| DNS    | 8   | Niki Lauda         | McLaren-Ford    | 0         | Odvolán           |                  |      |
| DNQ    | 33  | Tommy Byrne        | Theodore-Ford   |           |                   |                  |      |
| DNQ    | 17  | Rupert Keegan      | March-Ford      |           |                   |                  |      |
| DNQ    | 36  | Teo Fabi           | Toleman-Hart    |           |                   |                  |      |
| Zdroj: |     |                    |                 |           |                   |                  |      |

## Průběžné pořadí po závodě
Pohár jezdců
| Pořadí | Jezdec        | Body |
| ------ | ------------- | ---- |
| 1      | Didier Pironi | 39   |
| 2      | John Watson   | 30   |
| 3      | Keke Rosberg  | 27   |
| 4      | Alain Prost   | 25   |
| 5      | Niki Lauda    | 24   |
| Zdroj: |               |      |

Pohár konstruktérů
| Pořadí | Konstruktér   | Body |
| ------ | ------------- | ---- |
| 1      | Ferrari       | 61   |
| 2      | McLaren-Ford  | 54   |
| 3      | Renault       | 44   |
| 4      | Williams-Ford | 40   |
| 5      | Lotus-Ford    | 20   |
| Zdroj: |               |      |